# Neodym
Neodym är ett metalliskt grundämne som tillhör lantanoiderna och de sällsynta jordartsmetallerna.

## Historia
År 1841 isolerades en jordart (metalloxid) kallad didymia (numera didym) av svensken Carl Gustaf Mosander. Österrikaren Carl Auer von Welsbach kunde 1885 separera ämnet i två oxider, neodyma och praseodyma, genom upprepad fraktionerad kristallisation av didymnitrat. Oren neodymmetall framställdes 1900 av Matignon, och renare metall erhölls 1926 av Sieverts och Roell. Namnet kommer av grekiska neos, ny, och didymos, tvilling.

## Egenskaper
Neodym är en silvervit mjuk metall som gulnar i luft och måste förvaras i fotogen. Den oxideras lätt i luft och reagerar långsamt med kallt, och snabbt med varmt vatten och löses lätt i utspädda syror till neodym(III)salter. Neodym saknar känd biologisk roll, men varken metallen eller dess salter är giftiga.

## Förekomst och framställning
Neodym förekommer tillsammans med andra lantanoider i monazit och bastnäsit. Halten i jordskorpan är ca 24–40 ppm. Separation kan göras genom jonbyteskromatografi eller vätske-vätske-extraktion. Metallen kan framställas genom elektrolys av neodymklorid. Ca 95 procent av världens neodymutvinning görs i Kina.

## Användning
Neodym tillsätts vid glastillverkning för att få en blå-röd färg. Neodymfärgat glas används även i lasrar.
Neodym har även fått användning vid tillverkning av permanentmagneter tillsammans med järn och bor (se neodymmagnet) Dessa är starka och används i elmotorer och hårddiskar.